# Levon Helm
Levon Helm, nome artístico de Mark Lavon Helm (26 de maio de 1940 – 19 de abril de 2012) foi um multi-instrumentista e ator estadunidense, mais conhecido como vocalista e baterista do grupo de rock The Band. Helm se tornou célebre por sua voz profundamente sentimental e seu estilo criativo de bateria, características bem representadas em gravações do The Band como "The Weight", "Up on Cripple Creek" e "The Night They Drove Old Dixie Down". Após o fim do grupo em 1978 fez alguns papéis no cinema e deu início a uma carreira solo, trabalhos que passou a manter paralelamente quando do retorno do The Band à ativa em 1983. 
Helm foi diagnosticado com câncer de garganta no final da década de 1990. Após um longo período de recuperação formou uma banda solo, voltando a se apresentar ao vivo e gravando três álbuns: Dirt Farmer (2007), vencedor do Grammy na categoria "Best Traditional Folk Album", Electric Dirt (2010), vencedor do Grammy na categoria estreante "Best Americana Album", e o ao vivo Ramble at the Ryman (2011), também premiado com um Grammy de "Best Americana Album".
Helm continuou a fazer shows esporádicos em seu estúdio caseiro em Woodstock, até que em abril de 2012 foi divulgado por sua esposa e filha que ele estava "nos estágios finais de uma batalha contra o câncer". Dois dias depois do anúncio, Helm veio a morrer no hospital Memorial Sloan-Kettering Cancer Center, em Manhattan.

## Biografia

### Primeiros anos
Filho de Nell e Diamond Helm, fazendeiros de algodão e amantes da música que desde cedo encorajaram seus filhos a tocar e cantar, Helm nasceu em Elaine, Arkansas e foi criado em Turkey Scratch, um vilarejo a oeste de Helena. O pequeno Lavon (seu nome de batismo) começou a tocar violão aos oito anos, tocando também bateria durante a infância. Ele decidira se tornar músico aos seis anos, depois de ver uma apresentação do grupo de bluegrass Bill Monroe & his Blue Grass Boys.
O estado de Arkansas nos anos 40 e 50 estava na confluência de diversos gêneros musicais — blues, country e R&B — o último mais tarde evoluindo para o rock and roll. Helm foi influenciado por todos esses estilos, ouvindo as transmissões do concerto semanal Grand Ole Opry na estação de rádio WSM, e rhythm and blues na estação WLAC. Ele também assistia a apresentações itinerantes como a F.S. Walcott's Rabbit's Foot Minstrels, estrelada pelos principais artistas negros da época.
Outra influência primordial para Helm foi o trabalho de Sonny Boy Williamson II, que tocava blues e R&B no programa King Biscuit Time da rádio KFFA em Helena, além de se apresentar regularmente na cidade de Marvell com o guitarrista de blues Robert Jr. Lockwood. Em sua autobiografia This Wheel's on Fire – Levon Helm and the Story of The Band, lançada em 1993, ele descreve a experiência de assistir atentamente a performance do baterista de Williamson, James "Pack" Curtis, durante um concerto no começo dos anos 50, com a intenção de mais tarde tentar copiar seu estilo. Helm montou sua primeira banda, The Jungle Bush Beaters, enquanto ainda estava no ensino secundário.
Helm também presenciou algumas das primeiras apresentações de artistas célebres de country, blues e rockabilly, como Elvis Presley, Conway Twitty, Bo Diddley e Ronnie Hawkins. Aos 17 anos, ele começou a tocar em clubes e bares nos arredores de Helena. Após formar-se no ensino secundário, foi convidado a integrar a banda de Hawkins, The Hawks, bastante popular no sul dos Estados Unidos e também no Canadá, onde artistas de rockabilly eram verdadeiros astros. Logo após Helm entrar para o Hawks eles mudaram-se para Toronto onde, em 1959, assinaram contrato com a gravadora Roulette Records e lançaram vários singles, emplacando inclusive alguns hits.

### Formação do The Band
No começo dos anos 60, Helm e Hawkins montaram uma banda só de músicos canadenses, com o guitarrista Robbie Robertson, o baixista Rick Danko, o pianista Richard Manuel e o organista Garth Hudson. Em 1963 o grupo deixou Hawkins e começou a excursionar sob o nome "Levon and The Hawks" e mais tarde como "The Canadian Squires", antes de finalmente voltar a "The Hawks". Eles gravaram dois singles, permanecendo populares no circuito de bandas de bar em Texas, Arkansas, Canadá e na costa leste dos Estados Unidos, onde no verão conseguiam apresentações regulares em clubes da costa de New Jersey. 

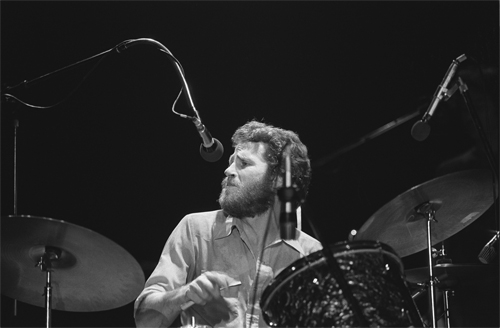
Helm com o The Band no Santa Cruz Civic Auditorium em 1976

Em meados dos anos 60, Bob Dylan interessou-se em tocar rock, e convidou os Hawks para ser sua banda de apoio. Desanimado com a resposta negativa dos fãs ao novo som de Dylan, Helm voltou para Arkansas, passando a trabalhar em poços de extração de petróleo no Golfo do México. Depois de excursionar pela Europa como banda de apoio de Dylan, os Hawks (com Mickey Jones substituindo Helm) o acompanharam de volta à região de Woodstock, Nova York, permanecendo sob contrato com ele. Ali, tocando diariamente com Dylan, que havia se afastado da vida pública no ano anterior, eles gravaram diversas demos e ensaios. Algumas dessas gravações foram amplamente pirateadas, enquanto uma seleção de faixas foi lançada em 1975 no álbum duplo The Basement Tapes. As canções e temas desenvolvidos durante este período tiveram um papel crucial na futura direção e estilo musical do grupo. Os integrantes do Hawks começaram então a compor suas próprias músicas, com Rick Danko e Richard Manuel inclusive compartilhando com Dylan os créditos de algumas composições. Em 1967, Danko telefonou para Helm e o convidou para se juntar à banda em Woodstock.
Helm retornou ao grupo, que então era chamado simplesmente de "the band". Ao discutir um contrato de gravação, Helm chamou a banda de "The Crackers", mas quando Robertson e Albert Grossman preencheram os documentos o nome do grupo foi citado como "The Band". Sob esses documentos a banda seria contratada por Grossman, que por sua vez contratara seus serviços à Capitol Records. O acordo permitiu que o The Band lançasse seus trabalhos sob outras gravadoras, mas apenas se Bob Dylan estivesse integrando o grupo, o que mais tarde justificou sua participação no álbum Planet Waves de Dylan e o lançamento de The Last Waltz, ambos sob outros selos. Após a assinatura do contrato eles gravaram Music from Big Pink, que os catapultou ao estrelato. No álbum, Manuel foi o vocalista de mais destaque, enquanto Helm fez a maioria dos vocais de apoio e a voz principal de "The Weight", mas com o declínio de saúde de Manuel e as composições de Robertson cada vez mais focadas no sul dos Estados Unidos em termos de influência e direção, os álbuns seguintes basearam-se gradualmente nos vocais grunhidos e estranhamente emocionais de Helm (em conjunto ou em harmonia com Danko), ambos enriquecidos e embebidos por uma textura sulista. Nos vocais principais, Helm trazia elementos característicos do blues e do folk, frequentemente assumindo o papel do cidadão comum sulista, que presencia eventos desconcertantes e reage a eles com assombro e raiva. Helm tocou bateria na grande maioria das canções do The Band, incluindo aquelas em que ele faz o vocal. Nas outras, Manuel passou para a bateria enquanto Helm tocava o bandolim ou, em raras ocasiões, guitarra ou baixo. Todos os integrantes do grupo eram multi-instrumentistas, e em certas músicas Manuel tocava bateria, Helm bandolim (como em "Evangeline"), guitarra rítmica ou baixo, enquanto Danko tocava fiddle.
Helm permaneceu com o The Band até seu concerto de despedida The Last Waltz, realizado em 1976 e registrado em um documentário por Martin Scorsese. Embora tenha se tornado bastante conhecido após sua aparição no filme - numa performance memorável pelo fato de as faixas cantadas por Helm aparecerem substancialmente - ele repudiou seu envolvimento com a produção do mesmo logo após as filmagens das últimas cenas e, em sua autobiografia, critica duramente o filme e seu ex-colega de banda Robertson, que o produziu.

### Carreira solo, reunião do The Band
Com a separação do The Band, Helm começou a trabalhar em um álbum solo, Levon Helm and the RCO All Stars, logo seguido por Levon Helm. Ele gravou outros álbuns em 1980 (American Son) e 1982 (Levon Helm), participando também do álbum conceitual country The Legend of Jesse James, fazendo o papel de Jesse James juntamente com Johnny Cash, Emmylou Harris e Albert Lee.
Em 1983 o The Band reuniu-se sem Robbie Robertson, com Jim Weider na guitarra. Três anos depois, Manuel cometeu suicídio durante uma turnê. Helm, Danko e Hudson continuaram com o grupo, lançando o álbum Jericho em 1993 e High on the Hog em 1996. O último trabalho do The Band foi um álbum em comemoração a seus trinta anos, Jubilation, lançado em 1998.
Em 1989, Helm e Rick Danko excursionaram com Ringo Starr e sua All-Starr Band. Entre outros músicos na banda estavam Joe Walsh, Dr. John, Nils Lofgren, Billy Preston, Clarence Clemons e Jim Keltner. Garth Hudson participou como convidado especial tocando acordeão em algumas datas. Levon tocou bateria, gaita e cantou "The Weight" e "Up On Cripple Creek" em todos os shows.
Em 1993, ele publicou sua autobiografia This Wheels On Fire.

### Midnight Ramblee problemas de saúde

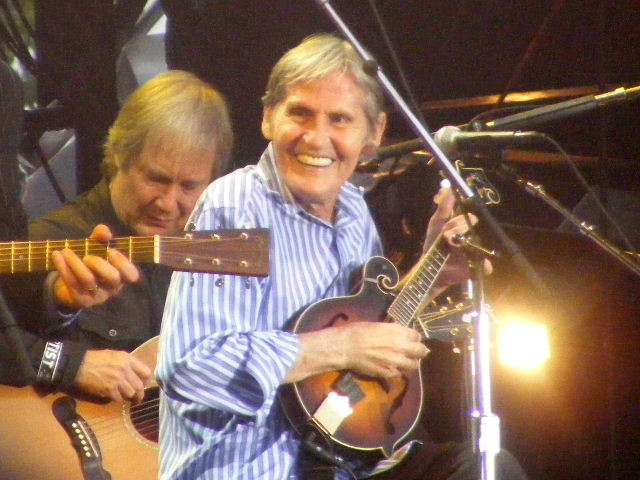
Helm e sua banda no Austin City Limits Music Festival, 2009

As apresentações de Helm na década de 2000 giraram em torno do Midnight Ramble em sua casa e estúdio "the Barn" em Woodstock, Nova York. Esses concertos, estrelados por Helm e uma variedade de convidados musicais, o permitiram levantar fundos para despesas médicas depois de um câncer.
Helm foi diagnosticado com câncer de garganta no final dos anos 90. Aconselhado a se submeter a uma laringectomia, ele preferiu ao invés disso um árduo tratamento de radioterapia no Sloan-Kattering Cancer Center em Nova York. Embora o tumor tenha sido removido de forma bem-sucedida, suas cordas vocais foram danificadas, transformando sua voz limpa e poderosa de tenor em um sussurro baixo. A princípio Helm se contentou em continuar a tocar bateria, deixando os vocais para outros convidados nos Rambles, mas sua voz se recuperou e em 10 de janeiro de 2004 ele cantou pela primeira vez em uma de suas Rambles Sessions. Em 2007, durante a produção do álbum Dirt Farmer, Helm avaliou que sua voz de cantor estaria 80% recuperada.

### Grammys e anos finais
Dirt Farmer, seu primeiro álbum solo desde 1982, alcançou grande êxito de público e crítica, conquistando um Grammy na categoria "Traditional Folk Album". Ao invés de comparecer à cerimônia de premiação, Helm preferiu realizar mais um de seus Rambles, onde aproveitou para comemorar o nascimento de seu neto Lavon. O próximo lançamento foi Electric Dirt, de 2009. Repetindo o sucesso de seu antecessor, rendeu a Helm desta vez um Grammy na categoria estreante "Best Amerciana Album". Helm voltaria a ser premiado na categoria com Ramble at the Ryman, gravado ao vivo no Ryman Auditorium em 2008 e lançado em 2011.
Nesse ínterim Helm prosseguiu com a rotina dos Rambles em sua casa, intercalados por shows espalhados por vários locais nos Estados Unidos. No começo de 2012 algumas datas começaram a ser canceladas devido a questões de saúde inicialmente atribuídas a uma hérnia de disco. Em meio aos cancelamentos, no começo de abril de 2012 Robbie Robertson fez uma homenagem a Levon durante uma cerimônia no Rock and Roll Hall of Fame, levantando preocupações a respeito da saúde de seu antigo colega. No dia 17 do mesmo mês, foi enfim revelado em seu site oficial que Helm estava nos "estágios finais de sua batalha contra o câncer". A mensagem, assinada por sua filha Amy e pela esposa Sandy, agradecia aos fãs pelo apoio e pedia por "orações e amor enquanto ele trilha essa parte de sua jornada". Um dia depois, Robertson anunciou pelo Facebook que encontrara-se com Helm no hospital no domingo anterior, relembrando os "momentos incríveis e belos que passamos juntos". Garth Hudson, o outro integrante remanescente do The Band, usou seu site oficial para dizer que "estava triste demais para falar", deixando um link para um vídeo da canção "Knockin' on Heaven's Door", interpretada por ele e uma banda de apoio.
No começo da tarde do dia 19 de abril, Helm veio a morrer no hospital Memorial Sloan-Kettering Cancer Center, em Manhattan, cercado pela família e amigos. Foi velado em uma cerimônia aberta ao público realizada no dia 26 de abril no The Barn (o celeiro de sua casa onde eram realizados os shows do Midnight Ramble), sendo sepultado no dia seguinte no Cemitério de Woodstock, na cova ao lado de onde foi enterrado em 1999 seu antigo companheiro de banda Rick Danko.

## Discografia

### Com o The Band
- 1968 Music from Big Pink
- 1969 The Band
- 1970 Stage Fright
- 1971 Cahoots
- 1972 Rock of Ages (ao vivo)
- 1973 Moondog Matinee (coletânea de covers)
- 1974 Before the Flood (ao vivo com Bob Dylan)
- 1975 Northern Lights - Southern Cross
- 1975 The Basement Tapes (com Bob Dylan)
- 1977 Islands
- 1978 The Last Waltz (trilha-sonora)
- 1993 Jericho
- 1995 Live at Watkins Glen (ao vivo)
- 1996 High On The Hog
- 1998 Jubilation

### Discografia solo selecionada
- 1977 Levon Helm & the RCO All-Stars (ABC Records)
- 1978 Levon Helm (ABC)
- 1980 American Son (MCA Records)
- 1982 Levon Helm (Capitol Records)
- 1999 The Ties That Bind (Raven Records)
- 2000 Souvenir, Vol. 1 (Breeze Hill Records) – Levon Helm & The Crowmatix
- 2005 Midnight Ramble Sessions Volume I
- 2005 Midnight Ramble Sessions Volume II
- 2006 Levon Helm & the RCO All Stars Live (Levon Helm Studios)
- 2007 Dirt Farmer (Vanguard Records)
- 2009 Electric Dirt (Dirt Farmer Music)
- 2011 Ramble at the Ryman (Vanguard)

## Filmografia
- 2008 In the Electric Mist (General John Bell Hood))
- 2007 Shooter (Mr. Rate)
- 2005 The Three Burials of Melquiades Estrada (Man with the radio)
- 1998 The Adventures of Sebastian Cole (Juvie Bob)
- 1997 Fire Down Below (Reverend Bob Goodall)
- 1996 Feeling Minnesota (Bible Salesman)
- 1990 The Wall: Live in Berlin (com o The Band)
- 1989 Staying Together (Denny Stockton)
- 1988 End of the Line (Leo Pickett)
- 1986 Man Outside (Sheriff Leland Laughlin)
- 1985 Smooth Talk (Harry)
- 1984 The Dollmaker (Clovis)
- 1983 The Right Stuff (Capt. Jack Ridley / narrador)
- 1982 Best Revenge (Bo)
- 1980 Coal Miner's Daughter
- 1978 The Last Waltz (com o The Band)